# 豐鍬入姬命
豐鍬入姬命（とよすきいりひめ の みこと）或豐耜入姬命為《日本書紀》之記載，她是崇神天皇（御間城入彥五十瓊殖尊）及其妃遠津年魚眼眼妙媛所生之皇三女；《古事記》寫作豐鉏入日賣命。根據《日本書紀》，她是日本史上第一位齋王，奉祀天照大神。

## 概要

### 古事記之記載
根據《古事記》中卷的記錄，崇神天皇娶木國造名荒河刀辨之女遠津年魚目目微比賣，一同生下豐木入日子命和豐鉏入日賣命。豐木入日子命為上毛野君、下毛野君等之先祖，妹豐鉏比賣命則是拜祭伊勢大神之齋宮。

### 日本書紀之記載
據《日本書紀》卷第五之記載，崇神天皇即位第6年，蒼生百姓流離背叛，難以德治之，遂請罪於神明。迎天照大神、倭大國魂等二神於天皇大殿內，不過他與二神共住，畏懼其神威而不安，因此託豐鍬入姬命祭祀天照大神於大和國笠縫邑（かさぬいむら、かさぬいのむら），並在磯堅城建立神籬。另託渟名城入姬命祭拜日本大國魂神，但前者以身體孱弱、頭髮稀疏等為由而不祭。
同書卷第六記載，垂仁天皇25年三月丁亥朔丙申，天皇自豐耜入姬命祭拜的天照大神託于倭姬命。

## 解說
神名中有一「豐（とよ）」字，於是有人認為繼承邪馬台國女王卑彌呼的巫女臺與（發音也是）與之相關。位於奈良縣櫻井市的法華山古墳，傳說是豐鍬入姬命的的下葬之處。

## 信仰
在日本祭祀豐鍬入姬命的神社主要有下列：
- 豐鍬入姬宮（奈良縣櫻井市）：大神神社攝社檜原神社之境內社
- 糸井神社（奈良縣磯城郡川西町）

## 外部連結
- （日語）大和坐大国魂神社